# Copa CONMEBOL 1993
II Copa Conmebol 1993

## 1/8 finału (12.08i12-24.08)
Deportivo Táchira –  Caracas FC 0:1 i 0:1

 Botafogo FR –  CA Bragantino 3:1 i 3:2

 CS Emelec –  Deportivo Sipesa 1:0 i 2:3, karne 3:4

 Clube Atlético Mineiro –  Fluminense FC 2:0 i 0:2, karne 4:2

 CR Vasco da Gama –  CSD Colo-Colo 2:0 i 2:4, karne 2:4

 CA Peñarol –  CA Huracán 1:0 i 1:1

 Sportivo Luqueño –  Deportivo Español 1:1 i 2:1

 Danubio FC –  CA San Lorenzo de Almagro 0:0 i 0:2

## 1/4 finału (22-29.08i01-05.09)
Caracas FC –  Botafogo FR 0:1 i 0:3

 Deportivo Sipesa –  Clube Atlético Mineiro 1:1 i 0:1

 CA Peñarol –  CSD Colo-Colo 2:0 i 0:2, karne 4:2

 Sportivo Luqueño –  CA San Lorenzo de Almagro 3:0 i 1:4, karne 2:4

## 1/2 finału
Clube Atlético Mineiro –  Botafogo FR 3:1 i 0:3 (mecze 08.09 i 15.09)

 CA San Lorenzo de Almagro –  CA Peñarol 0:1 i 2:1, karne 2:4 (pierwszy mecz 09.09, dokładna data drugiego meczu nieznana)

## FINAŁ
CA Peñarol –  Botafogo FR 1:1 i 2:2, karne 1:3
22 września 1993 Montevideo? (20000)

 CA Peñarol –  Botafogo FR 1:1

Sędzia: Juan Escobar (Paragwaj)

Bramki: Otero / Perivaldo

Club Atlético Peñarol: Rabajda – Tais, Guiterrez, De los Santos, G. Da Silva, Rehnermann, Perdomo (Conzani), Baltierra, Bengoechea (Ferreira), Rodriguez, Otero.

Botafogo de Futebol e Regatas: William – Eliomar, Andre, Rogerio, Clei, China, Fabiano, Perivaldo, Alessio (Marco Paulo), Sinval, Eliel
29 września 1993 Rio de Janeiro? (?)

 Botafogo FR –  CA Peñarol 2:2, karne 3:1

Sędzia: ?

Bramki: Eliel, Sinval / Perdomo, Otero

Karne: wykorzystane – Suelo, Perivaldo, Andre / Da Silva

Botafogo de Futebol e Regatas: William – Perivaldo, Andre, Claudio, Clei (Eliomar), Nelson, Suelo, Alesio (Marco Paulo), Marcelo, Sinval, Eliel.

Club Atlético Peñarol: Rabajda – Tais, Guiterrez, De los Santos, G. Da Silva, Dorta, Perdomo, Batierra, Bengoechea (Rehnermann), Otero, Rodriguez